# Zambie
Zambie, plným názvem Zambijská republika, je vnitrozemský stát jižní Afriky. Leží kolem 14. stupně jižní šířky a 30. stupně východní délky. Jejími sousedy jsou Demokratická republika Kongo, Tanzanie, Malawi, Mosambik, Zimbabwe, Botswana, Namibie a Angola. Se svou rozlohou 752 614 km² je téměř desetkrát větší než Česko.

## Historie

### Předkoloniální období
Na území Zambie žili předchůdci člověka už před několika milióny let. Původními obyvateli Zambie byli Khoinové a Sanové. Tyto kmeny byly ale vytlačeny expandujícími bantuskými kmeny na jih. Většina předků dnešních obyvatel přišla až s poslední velkou vlnou bantuských přistěhovalců. Nejvýznamnější státy, které vytvořili, byly lundská říše a říše Barotsů (správněji česky Loziů), zformované v 18. století. V roce 1851 navštívil poprvé Zambii skotský cestovatel, misionář a lékař David Livingstone. Pro výzkum oblasti dnešní jižní a západní Zambie byl důležitý český rodák Emil Holub, který v částech Zambie cestoval v letech 1875 a 1886–7. Je autorem první odborné etnografické knihy o říši Barotsů (Loziů), která však vyšla pouze německy a je tedy v Zambii neznámá, a také autorem první podrobné mapy okolí Viktoriiných vodopádů a toku řeky Zambezi na hranicích Zambie, Zimbabwe, Botswany a Namibie.

### Koloniální období
Britská Jihoafrická společnost získala od Barotsů obchodní monopol a zároveň byl vyhlášen protektorát nad Barotselandem. Ten byl v roce 1911 společně s dalšími oblastmi spojen do protektorátu Severní Rhodesie, který přešel pod vládu Velké Británie. Objevené zásoby mědi přilákaly množství evropských kolonistů.

### Nezávislost
V roce 1953 byla Severní Rhodesie spojena s Jižní Rhodesií (později Zimbabwe) a Ňaskem (Malawi) do Federace Rhodesie a Ňaska. Ta byla zrušena v roce 1963. Prvním prezidentem nezávislé Zambijské republiky (vyhlášena roku 1964) se stal Kenneth Kaunda, který postupně vytvořil autoritativní režim. V roce 1975 byla soukromá půda a podniky znárodněny. Demonstrace a bouře v roce 1990 přinutily Kaundu, aby legalizoval opoziční strany. V prvních svobodných pluralitních prezidentských a parlamentních volbách se stal prezidentem představitel Hnutí za pluralitní demokracii Frederick Chiluba. Problémy v zásobování potravinami pokračovaly i přes hospodářský růst a docházelo k hladomorům. Od roku 1998, kdy byl zrušen výjimečný stav, je v zemi relativní klid. Od ledna roku 2002 do 19. srpna 2008 byl prezidentem země Levy Mwanawasa (znovu zvolen v roce 2006). Po jeho smrti 19. srpna 2008 se vládní strana i opozice dohodly na vypsání nových prezidentských voleb na říjen 2008.

## Státní symboly

### Vlajka
Zambijská vlajka je tvořena zeleným listem o poměru stran 2:3. V posledních asi 2/5 její délky od žerdi (přesně 15/42), stoupá z dolního okraje svazek tří pruhů, který končí v horní 1/3 šířky vlajky. Pruhy jsou v barvách (zleva doprava) červené, černé a oranžové. Nad trojicí pruhů je v oranžové barvě zobrazen orel s roztaženými křídly.

## Geografie a přírodní podmínky

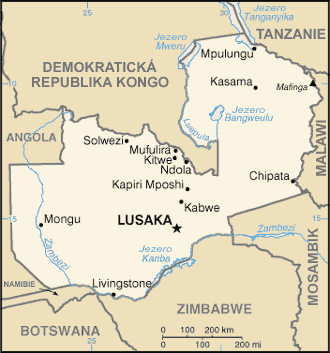
Mapa Zambie

Hlavním městem Zambie je Lusaka. Mezi významná města dále patří Kitwe, Kabwe nebo Livingstone. Zambie sousedí s Demokratickou republikou Kongo, Angolou, Malawi, Zimbabwe, Mosambikem, Tanzanií, Namibií a Botswanou.
Většina území státu je tvořena lehce zvlněnou náhorní plošinou ve výšce kolem 900 – 1 500 metrů nad mořem, která je na východě prolomena riftovým údolím řeky Luangwa. Nejnižší místo země leží na řece Zambezi na hranicích s Mosambikem (329 m n. m.), nejvyšší místo je v pohoří Manfinga Hills (2 164 m n. m), zambijská část leží v Severní provincii v okrese Isoka, malawiská v Severní oblasti v okrese Chitipa (souřadnice: 9°55′ j. š., 33°22′ v. d.). Na území Zambie jsou rozsáhlé bažiny – na severu (v okolí jezer Mweru a Bangweulu) a na západě (v okolí řeky Zambezi). Do území Zambie zasahuje také několik velkých jezer, například část jezera Tanganika, nebo část jezera Mweru. Z vodopádů stojí za zmínku vodopády Ngonye či známé Viktoriiny vodopády. Rostlinný pokryv tvoří savany a řídké lesy.
Podnebí je tropické, střídají se tři hlavní roční období (období dešťů od listopadu do března, chladné suché období od května do srpna a horké suché období v září a říjnu). Průměrná teplota se pohybuje od 16 °C v červenci do 24 °C v říjnu (oba údaje měřeny v Lusace). Průměrné roční srážky se pohybují od 700 mm na jihu do 1 300 mm na severu; nejméně srážek, kolem 400 mm, spadne na jihozápadě při hranicích s Botswanou. Mezi typická zvířata Zambie patří slon africký, prase bradavičnaté, lev, žirafa, hyena skvrnitá nebo pes ušatý. Z volně žijících rostlin zde rostou například baobaby, opuncie nebo pryšce. Nalézají se zde světově významná ložiska mědi, zinku, kobaltu a olova.

## Obyvatelstvo

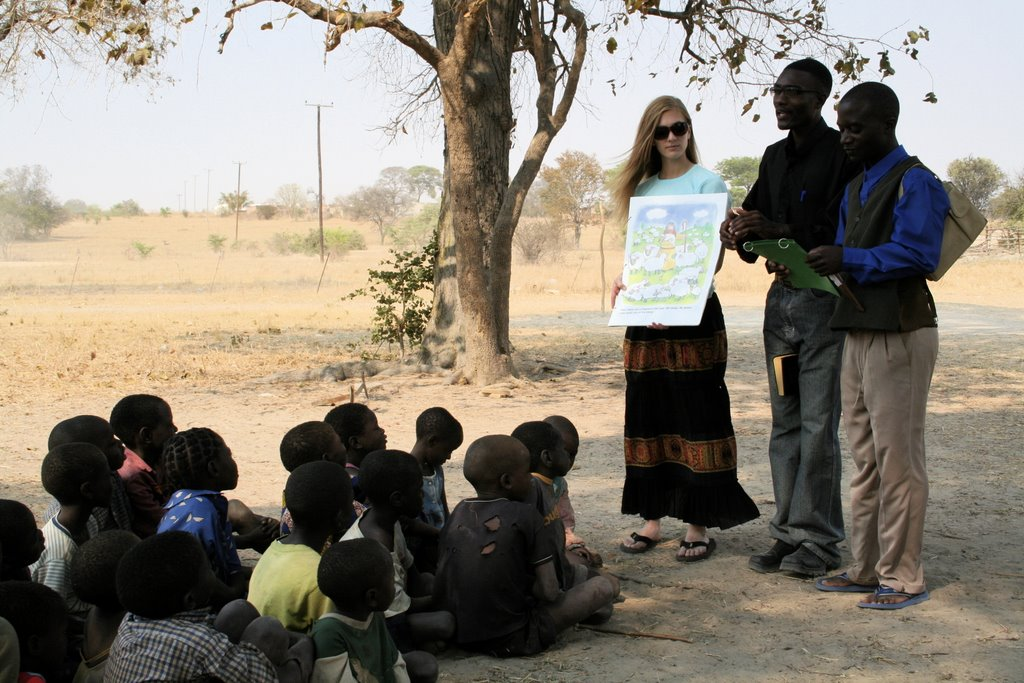
Školní vyučování

Heslo na státním znaku „One Zambia – One Nation“ čili „Jedna Zambie – jeden národ“ má spojit multikulturní zambijskou společnost, neboť se zde hovoří přes 70 jazyky. Zambie má více obyvatel než Česko (16 000 000 obyvatel). Nejvýznamnějšími domorodými jazyky jsou bemba (2 miliony mluvčích), nyanja (1 mil.) a tonga (1 mil.). Úředním jazykem je však angličtina. Míšením domorodých jazyků s angličtinou vznikají nové jazyky, například hornický jazyk Copperbeltu. Gramotnost dosahuje 79 %.
Porodnost je zde 4,1 %, úmrtnost 2,1 %, emigrace dosahuje 0,016 % z celkového počtu obyvatel; přirozený přírůstek tak činí 1,9 % obyvatel za rok. Kojenecká úmrtnost je v Zambii 8,9 % novorozenců, jedné ženě se za život průměrně narodí 5,4 dětí a naděje na dožití je 37,4 let (37,1 muži a 37,7 ženy). V Zambii je 98,7 % lidí negroidní rasy, 1,1 % europoidní a 0,2 % ostatních ras. Z náboženství převažuje křesťanství, zastoupen je také islám a hinduismus; asi 1 % obyvatel jsou animisté (zároveň se k animismu hlásí i značná část křesťanů a muslimů, stejně jako v celé subsaharské Africe) .
poznámka: data jsou z roku 2002
| 1950      | 1960      | 1970      | 1980      | 1990      | 2000       |
| --------- | --------- | --------- | --------- | --------- | ---------- |
| 2 412 729 | 3 138 123 | 4 265 148 | 5 945 939 | 8 122 189 | 10 450 880 |

### Náboženství
Zambie je na základě své konstituce oficiálně „křesťanskou zemí“, ovšem uznává náboženskou svobodu a chrání lidská práva v oblasti náboženského sebeurčení. Náboženská příslušnost v Zambii je následující: protestantské církve 75,3 %, římskokatolická církev 20,2 %, tradiční náboženství 2,7 %, bez vyznání 1,8 %. Zatímco méně než tři procenta populace formálně stále vyznávají tradiční náboženství, zambijské křesťanství je intenzivně synkretizované s lokálními tradičnímu kulty. Asi tři čtvrtiny populace se hlásí k jedné z několika protestantských denominací, včetně anglikánství, novoapoštolských církví, luteránství, svědků Jehovových, Církve adventistů sedmého dne a Církve Ježíše Krista Svatých posledních dnů. Křesťanství se do Zambie výrazněji dostalo prostřednictvím misií ve druhé polovině 19. století a jeho široká škála církví a hnutí odráží měnící se vzorce misionářské činnosti; například katolicismus přišel z portugalského Mosambiku na východě, zatímco anglikánství odráží britské vlivy z jihu. Po získání nezávislosti v roce 1964 zaznamenala Zambie větší příliv dalších církevních misií z celého světa, zejména Ameriky a Německa. Poté, co se v roce 1991 stal prezidentem Frederick Chiluba, letniční křesťan, se letniční sbory značně rozšířily po celé zemi. V Zambii je zastoupeno velké množství menších křesťanských denominací. Země má jednu z největších světových komunit Adventistů sedmého dne, přibližně 1 z 18 Zambijců. Středoafrická luteránská církev má v zemi přes 11 000 členů.  Asi 12 % Zambijců je členy Nové apoštolské církve. Z tradičních náboženství je v Zambii přítomno například Tumbukské náboženství, náboženství Zulu i tradiční jihoafrické léčitelství.

## Ekonomika

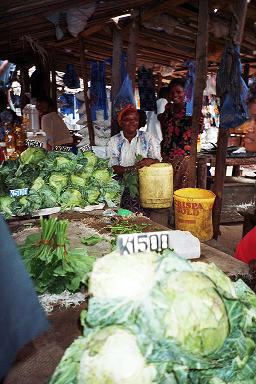
Trh ve městě Kitwe

### Obecně
Zambie je typický rozvojový stát. Celkový Hrubý domácí produkt (přepočítaný podle parity kupní síly) Zambie dosahoval v roce 2002 8,5 miliardy USD. V přepočtu na 1 obyvatele byl tedy HDP (v paritě kupní síly) 870 USD za rok. Růst HDP za rok 2001 činil 3,9 %. V roce 2000 byla nezaměstnanost v Zambii 50 %.
Rozdělení HDP (v paritě kupní ceny) za rok 2000:
- primér – 24 %
- sekundér – 25 %
- terciér – 51 %

Rozdělení pracovních sil (3,4 milionu lidí) za rok 2000:
- primér – 85 %
- sekundér – 6 %
- terciér – 9 %.

V Zambii se platí zambijskou kwachou (= 100 ngwee). Roční inflace v Zambii dosahuje 21,5 %. Směnný kurs zambijské kwachy vůči americkému dolaru v lednu roku 2002 byl 1 USD = 3 848 ZMK.

### Průmysl
Zambijský průmysl je založen především na těžbě a zpracování nerostných surovin. Mezi hlavní nerostné suroviny Zambie patří především měď, která se těží v tzv. měděném pásu (Copperbelt) při hranicích s Demokratickou republikou Kongo. Do tohoto měděného pásu je soustředěn největší počet obyvatel a měst. 23. září 2006 byla prezidentem potvrzena i přítomnost ropy, taktéž na severozápadě země. V příštích letech by měl následovat geologický průzkum i v dalších částech země.
Růst průmyslové produkce v Zambii činí 5,1 % ročně. 99 % elektrické energie je vyrobeno ve vodních elektrárnách, část z ní je i vyvážena.

### Zemědělství
Zemědělství v Zambii je extenzivního typu, na nízkém stupni modernizace a z velké části samozásobitelské. Ačkoliv je zde nejvyšší počet vodních zdrojů v jihoafrickém regionu, nejsou téměř vůbec využívány k zavlažování – pouze 460 km2 půdy je zavlažováno (údaj za rok 1998). Zambie produkuje málo významné množství kukuřice, dřeva, cukrové třtiny a tabáku.
Živočišná výroba je rovněž velmi zaostalá – chová se pouze nevýznamné množství skotu.

### Doprava

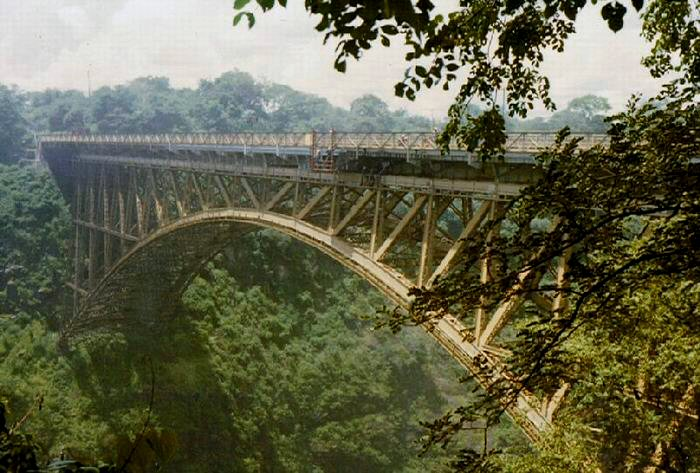
Most nedaleko Viktoriiných vodopádů

V Zambii je téměř 67 000 km silnic (většina prašných), přes 2 000 km úzkorozchodné (1 067 mm) železniční tratě, přes 2 000 km vodních cest a 1 700 km ropovodů. Na území Zambie je 111 letišť, z toho pouze 11 se zpevněnou dráhou. Jediné zambijské letiště má dráhu delší než 3 km a další 3 letiště mají dráhu dlouhou mezi 2,5 – 3 km.
Jezdí se vlevo, vozový park je relativně zastaralý.

### Zahraniční obchod

#### Vývoz
Zambie je největším světovým exportérem mědi (55 % zambijského vývozu), dále vyváží kobalt, tabák, bavlnu a elektrickou energii. Vývoz směřuje převážně do Velké Británie (25,2 %), Jihoafrické republiky (24,5 %), Švýcarska (9,4 %) a Malawi (7,5 %). Roční objem vývozu v roce 2001 činil 876 mil. USD.

#### Dovoz
Zambie dováží hlavně stroje, automobily, ropné produkty, potraviny a oblečení, a to převážně z Jihoafrické republiky (67,1 %), Velké Británie (9,8 %), Zimbabwe (7,5 %) a Spojených států amerických (5,9 %). V roce 2001 činil objem dovozu 12 miliard USD.

### Turismus

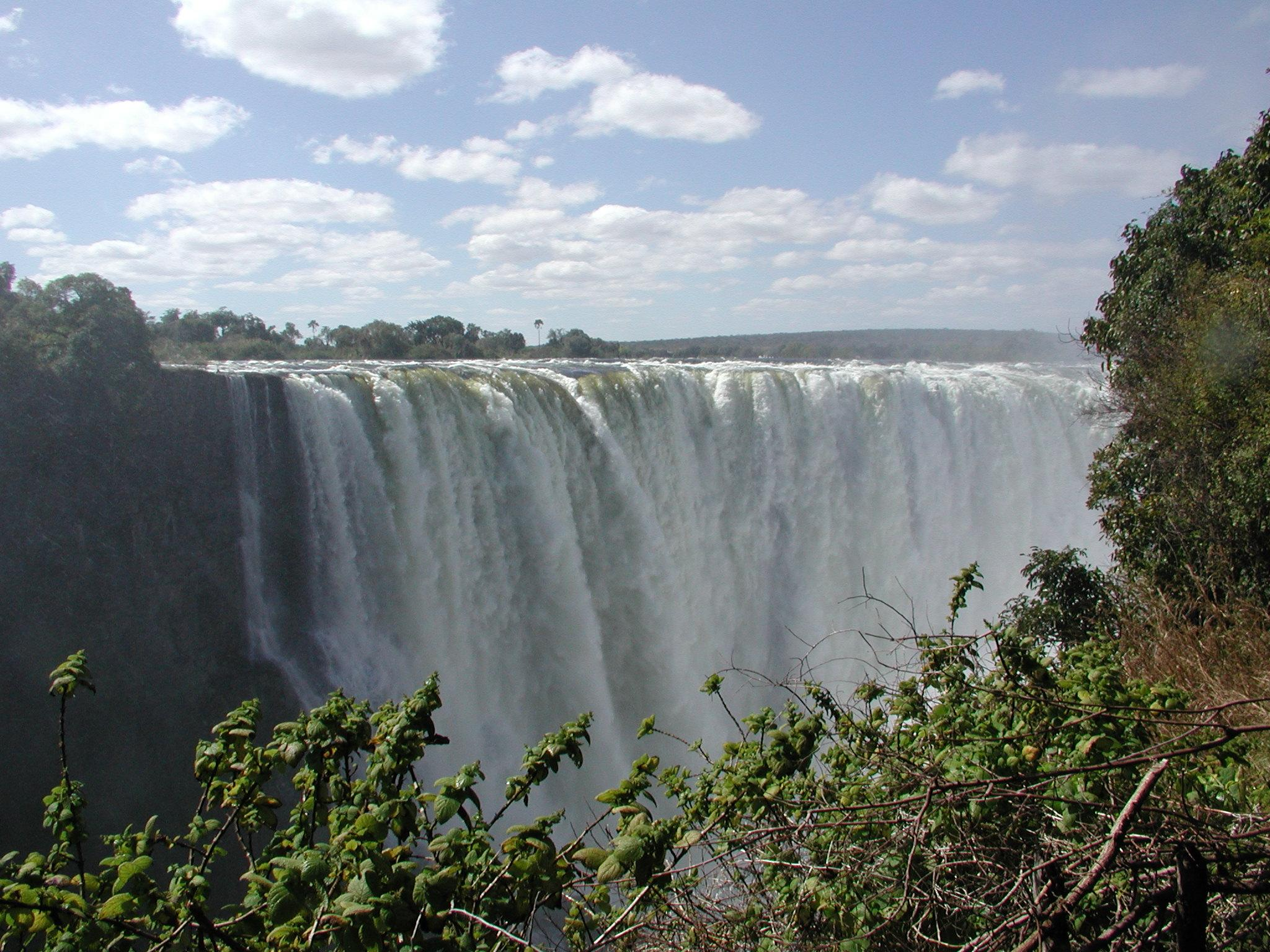
Viktoriiny vodopády na řece Zambezi

#### Vodopády
Mezi zambijské zajímavosti patří známé Viktoriiny vodopády na řece Zambezi ležící asi 8 km od města Livingstone na hranicích se Zimbabwe. Vodopády jsou 1 700 metrů dlouhé a necelých 100 metrů hluboké. Vstupné ze zambijské strany je 10 USD (ze Zimbabwské 20 USD). Viktoriiny vodopády pro evropský svět objevil 17. listopadu 1855 David Livingstone, který je pojmenoval na počest tehdejší britské panovnice. V domorodém jazyku se vodopády nazývají Mosi-oa-tunya, tj. Hromový kouř.
Kromě Viktoriiných vodopádů jsou významnými ještě vodopády Ngonye.

#### Příroda
V Zambii je přes deset národních parků. Patří k nim například South Luangwa s jednou z nejpočetnějších populací slonů v Africe. Dále jsou v Zambii parky Kafue a Sioma Ngwez.
Příroda v Zambii je považována za jednu z nejkrásnějších na světě vůbec – přímo v divoké přírodě lze obdivovat lvy, hrochy, buvoly, zebry a žirafy.
Do území Zambie zasahuje také část jezera Tanganika a několik dalších jezer.

#### Víza
Zambijské vízum je možné získat na kterémkoliv zastupitelském úřadě Zambie či Velké Británie nebo přímo na kterémkoliv hraničním přechodu do Zambie. Poplatek za udělení tranzitního víza je 10 USD, 20 dolarů za jednorázové, 30 dolarů za dva vstupy a 40 dolarů za tři a více vstupů. Víza lze udělit maximálně na 90 dnů, cestovní pas musí být platný alespoň 90 dnů od data vydání víza. K žádosti o zambijské vízum je třeba vyplnit formulář a přiložit dvě fotografie.

## Problémy
Zambie je typicky rozvojová země. Obrovským problémem je zde AIDS – v roce 2014 téměř 14 % obyvatelstva (více než 1,6 milionu osob) bylo nakaženo virem HIV a počet sirotků, kteří ztratili oba rodiče, v roce 2005 již dosáhl milionu. Průměrnou délkou života 37,35 roku se Zambie řadí na 6. nejnižší příčku na světě. Na druhou stranu není v Zambii příliš rozvinutý obchod s drogami a také hospodářská kriminalita zde nehraje významnou roli. V současné době nemá Zambie s ostatními státy žádné konflikty a také vnitrostátní bezpečnostní situace je relativně příznivá. Dárci rozvojové pomoci vesměs velice kladně hodnotí proinvestiční hospodářskou politiku vlády. Jedním z poskytovatelů pomoci v Zambii je i ČR, která zemi zařadila mezi priority své zahraniční rozvojové spolupráce. Zaměřuje se především na sektor zdravotnictví.

## Administrativní členění

Mapa provincií

Zambie se člení na 10 provincií:
- Centrální provincie
- Provincie Copperbelt
- Východní provincie
- Provincie Luapula
- Provincie Lusaka
- Severní provincie
- Severozápadní provincie
- Jižní provincie
- Západní provincie
- Muchinga

## Politika

### Přehled nejvyšších představitelů
- 24.10.1964 – 02.11.1991 – Kenneth David Kaunda – prezident; ZANC, UNIP
- 02.11.1991 – 02.01.2002 – Frederick Jacob Titus Chiluba – prezident; MMD
- 02.01.2002 – 19.08.2008 – Levy Patrick Mwanawasa – prezident; MMD
- 29.06.2008 – 19.08.2008 – Rupiah Bwezani Banda – úřadující prezident pro L. P. Mwanawasu; UNIP
- 19.08.2008 – 02.11.2008 – Rupiah Bwezani Banda – úřadující prezident; UNIP
- 02.11.2008 – 23.09.2011 – Rupiah Bwezani Banda – prezident; UNIP
- 23.09.2011 – 28.10.2014 – Michael Sata – prezident; PF
- 28.10.2014 – 25.01.2015 – Guy Scott – úřadující prezident; PF
- 25.01.2015 – 24.08.2021 – Edgar Lungu – prezident; PF
- od 24.08.2021 – Hakainde Hichilema – prezident; UPND

## Kultura
V zemi vznikl hudební žánr zamrock, jehož představitelem byl Paul Ngozi. Nejvýznamnějšími zambijskými výtvarníky jsou Henry Tayali a Cynthia Zukasová. Představiteli místní literatury jsou Binwell Sinyangwe a Namwali Serpell. V Zambii se narodila ekonomka Dambisa Moyo, jejíž kniha Kterak Západ zbloudil vyšla i v češtině. Nejčtenějším deníkem je státní Zambia Daily Mail.  

### Kuchyně
Oblíbenými pokrmy Zambijců jsou kukuřičná kaše nshima, sušená ryba kapenta a housenky mopane.

### Sport
Zambie startovala na letních olympijských hrách poprvé v roce 1964 (na tokijské hry přijela ještě jako Severní Rhodesie a stala se první zemí, která se během olympiády přejmenovala). Získala tři olympijské medaile – bronz vybojoval v roce 1984 boxer Keith Mwila, stříbro v roce 1996 atlet Samuel Matete a bronz v roce 2024 další atlet Muzala Samukonga. Zambijská fotbalová reprezentace vyhrála africký pohár národů v roce 2012 a byla poraženým finalistou v letech 1974 a 1994. Kalusha Bwalya byl v roce 1988 zvolen africkým fotbalistou roku. V mezinárodních soutěžích se prosadil také golfista Madalitso Muthiya, badmintonista Eli Mambwe a vítěz afrických her v judu Steven Mungandu.